# 1965 في إسبانيا
فيما يلي قوائم الأحداث التي وقعت خلال عام 1965 في إسبانيا.

## سياسة

### انتهاء فترة المنصب
- 5 فبراير – كارلوس آرياس نابارو Director General of Security  [لغات أخرى]‏.

## رياضة
- 1 يناير – بطولة العالم لسباق الدراجات على الطريق 1965

## مواليد

### يناير
- 1 يناير – إميليو غونزاليس فيرين كاتب إسباني.
- 1 يناير – خوسة س. باليس كاتب إسباني.
- 1 يناير – يايو هيريرو
- 17 يناير – مانولو لاعب كرة قدم إسباني.

### فبراير
- 2 فبراير – كيكي سانشيز فلوريس لاعب كرة قدم إسباني.
- 7 فبراير – ديفيد دي ميغيل لاعب كرة مضرب إسباني.
- 8 فبراير – ميغيل بارديزا لاعب كرة قدم إسباني.

### مارس
- 5 مارس – خورخي باردو لاعب كرة مضرب إسباني.
- 14 أغسطس – مارسيلينو غارسيا تورال
- 16 مارس – ميكويل سولير

### أبريل
- 6 أبريل – خوان مايورغا كاتب مسرحي إسباني.
- 6 أبريل – كيكو دي لا ريكا مصوّر سينمائي إسباني.
- 16 أبريل – مانويل ميخوتو غونزاليز حكم كرة قدم إسباني.
- 29 أبريل – فيليبي مينيامبريس لاعب كرة قدم إسباني.

### مايو
- 6 أبريل – خوان مايورغا كاتب مسرحي إسباني.
- 23 مايو – مانويل سانشيز هونتيويلو لاعب كرة قدم إسباني.
- 29 مايو – إميليو سانشيز لاعب كرة مضرب إسباني.

### يونيو
- 30 يونيو – رامون تريموسا

### يوليو
- 9 يوليو – اميليو لوبيز لاعب كرة قدم إسباني.
- 21 يوليو – باتريثيا غيرا كابريرا رُبّانة إسبانية.

### أغسطس
- 2 أغسطس – رافاييل باث لاعب كرة قدم إسباني.
- 14 أغسطس – مارسيلينو غارسيا تورال

### سبتمبر
- 11 سبتمبر – فيرناندو غوميز كولومير لاعب كرة قدم إسباني.
- 18 سبتمبر – خوليان ميراليس
- 19 سبتمبر – فرانثيسكو سانتشيث لونا متسابق يخت إسباني.
- 25 سبتمبر – رافائيل مارتن فازكويز لاعب كرة قدم إسباني.

### أكتوبر
- 20 أكتوبر – فيسنتي إنغونغا
- 21 أكتوبر – يون أندوني غويكوتشيا لاعب كرة قدم إسباني.

### نوفمبر
- 16 نوفمبر – مارينو ألونسو دراج إسباني.

### ديسمبر
- 4 ديسمبر – أليكس دي لا إغليسيا
- 18 ديسمبر – مانويل بينيا لاعب كرة قدم إسباني.
- 22 ديسمبر – سيرجي لوبيز ممثل إسباني.

## وفيات

### يناير
- 18 يناير – رامون جيل (مواليد 1897) لاعب كرة قدم إسباني.

### سبتمبر
- 17 سبتمبر – أليخاندرو كاسونا (مواليد 1903) كاتب إسباني.

### أكتوبر
- 21 أكتوبر – خواكين فاسكيز (مواليد 1897) لاعب كرة قدم إسباني.